# 皇室裁判所
皇室裁判所（こうしつさいばんしょ）は、皇室令である皇室裁判令に基づき、皇族間の民事訴訟を所管した特別裁判所。

## 概要
皇室裁判所は、皇室裁判員7人で組織し、枢密院の議長、副議長及び枢密顧問官、大審院の院長及び勅任官である判事の中から宮内大臣の奏請により、天皇が勅命し、皇室裁判所の裁判長は宮内大臣の奏請により、天皇が勅命することになっていた。書記官や書記は宮内省の職員の中から宮内大臣が命じることとされた。
弁論や裁判は非公開とされた。
上訴の規定がない一審制であった。
民間人と皇族と間の裁判は東京控訴院の管轄、軍法会議以外の皇族の刑事裁判は大審院の管轄、皇族軍人に対する裁判は大将三名が判士をつとめる高等軍法会議の管轄とされた。
大日本帝国憲法の下での規定では、設置から廃止までの間、一度も皇室裁判所は開かれなかった。